# 筵払
筵払（むしろばらい）は、中世の日本において徴収された付加税の一種。

## 概要
『日葡辞書』には「ムシロバライ、穀物を量るために筵にあけて、そのあとに残っている米・小麦・大麦などであって、量る人に与えられるもの」と記されている。年貢を荘園の納所に納付する際に、枡の上から余分な部分を斗概（とがき）などで掻き落とした際に筵の上に落下した部分が荘官の得分として認められた在地慣例に由来する。従って、本来は不定量であった。筵払の存在を前提とした年貢徴収では、荘官側の恣意的な計量（枡に容量を超えた米を入れる、計量を複数回行うことで掻き落とされる米の量を水増しする）が行われる場合もあり、農民側との対立の一因にもなった。このため、あらかじめ筵の上に米を一定量置いてそれの分を筵払に充てる場合もあった。
後に本来は別系統に属する付加税である筵付との区別が曖昧になり、両者が同じ意味で用いられる場合もあった。代官と農民の争いを仲裁した天正14年（1586年）の北条氏照の朱印状（武州文書、『戦国遺文』後北条氏編4-3038号）には、斗から敷物の上に落ちた米を指して「筵付」と称しており、これを農民のものとしている。この時代には数目の不足分を補う員米（数米）、竃神に納める名目の竃米（へついまい）、徴税担当者の経費（衣装代）名目の装束米（装束）など、年貢以外にも複数の付加税が課されていた。
近世に入るとこうした複雑な付加税は規制・整理を受けて口米・口永に集約されることになるが、それでも在地慣習として代官による筵払が行われていた地域も存在した。